# يوفيل
يوفيل ( /ˈjoʊvəl/ YOH-vəl ) هي مدينة وأبرشية مدنية في منطقة جنوب سومرست، إنجلترا، يبلغ عدد سكانها 45000. وهي قريبة من الحدود الجنوبية لسومرست مع دورست، 130 ميل (210 كـم) من لندن، 40 ميل (64 كـم) جنوب بريستول، 6 ميل (9.7 كـم) من شيربورن و 30 ميل (48 كـم) من تونتون. إشتهرت بصناعة الطائرات والصناعات الدفاعية في القرن العشرين مما تسبب في تعرضها للقصف في الحرب العالمية الثانية

## التاريخ
أسفرت المسوحات الأثرية للمدينة عن مواقع دفن واستيطان من العصر الحجري القديم تقع بشكل رئيسي في جنوب المدينة الحديثة، خاصة في هندفورد، حيث تم العثور على شعلة ذهبية من العصر البرونزي (طوق ملتوي).
تقع يوفيل على الطريق الروماني الرئيسي من دورشستر إلى فوس واي في إيلشيستر. يتماشى مسار الطريق القديم مع الطريق السريع A37 من دورشيستر وهيندفورد هيل وروستيويل عبر موقع ويستلاند إلى طريق لاركهيل وفاج لين. يحتوي موقع ويستلاند على أثار مدينة رومانية صغيرة.

### العصور الوسطى
تم ذكر اسم يوفيل لأول مرة في ميثاق سكسوني مؤرخ في 880 باسم Gifle. وهي مشتقة من اسم gifl «النهر المتشعب»، وهو اسم سابق لنهر يو.
في عام 1499، دمر حريق كبير العديد من المباني الخشبية ذات الأسقف المصنوعة من القش في المدينة. عانت يوفيل من مزيد من الحرائق في عام 1620 ومرة أخرى في عام 1643.

### التطور
في القرن التاسع عشر، كانت يوفيل مركزًا لصناعة القفازات وازداد عدد السكان بسرعة. في منتصف القرن التاسع عشر، أصبحت متصلة ببقية بريطانيا من خلال مجموعة من خطوط السكك الحديدية, في عام 1853، تم افتتاح خط سكة حديد غريت ويسترن بين تونتون ويوفيل.كان أول خط سكة حديد في المدينة عبارة عن خط فرعي من سكة حديد بريستول وإكستر بالقرب من تونتون إلى محطة في هندفورد على الجانب الغربي من المدينة، والتي افتتحت في 1 أكتوبر 1853.

## المناخ
مثل باقي أنحاء جنوب غرب إنجلترا، تتمتع يوفيل بمناخ معتدل أكثر رطوبة بشكل عام وأكثر اعتدالًا من بقية البلاد. يبلغ متوسط درجة الحرارة السنوية حوالي 10 درجات مئوية (50.0 درجة فهرنهايت) ويظهر تباينًا موسميًا ونهاريًا، لكن البحر له تأثير معتدل. شهر يناير هو أكثر الشهور برودة، حيث يتراوح متوسط درجات الحرارة الدنيا بين 1 درجة مئوية (33.8 درجة فهرنهايت) و2 درجة مئوية (35.6 درجة فهرنهايت). يُعد يوليو وأغسطس الأكثر دفئًا، حيث يبلغ متوسط الحد الأقصى اليومي حوالي 22 درجة مئوية (71.60 درجة فهرنهايت).
يقع جنوب غرب إنجلترا في موقع مفضل لمنطقة الضغط العالي في جزر الأزور، عندما يمتد شمال شرق باتجاه المملكة المتحدة، خاصة في فصل الصيف. غالبًا ما تتشكل السحابة الحاملة للحِمل في الداخل، خاصة بالقرب من التلال، مما يقلل من عدد ساعات سطوع الشمس، والتي يبلغ متوسطها السنوي حوالي 1700 ساعة.
يميل هطول الأمطار إلى الارتباط بمنخفضات المحيط الأطلسي أو بالحِمل الحراري. تكون المنخفضات الأطلسية أكثر نشاطًا في الخريف والشتاء، تهطل معظم الأمطار في الجنوب الغربي من ذلك المصدر. يبلغ متوسط هطول الأمطار حوالي 725 ملم (28.5 بوصة). من نوفمبر إلى مارس تكون الرياح في أعلى سرعتها، ومن يونيو إلى أغسطس تكون الرياح أخف. اتجاه الرياح السائد من الجنوب الغربي.

## الديموغرافيا
حسب تعداد عام 2001 منطقة يوفيل الحضرية يبلغ عدد سكانها 41.871 نسمة، ولكن في عام 2011 كان عدد سكان الرعية المدنية 30378 نسمة: يوفيل سنترال وارد مع 7230، يوفيل إيست 7300، يوفيل ساوث 7802، ويوفيل ويست 7280. تشمل المنطقة الحضرية أيضًا يوفيل ويداوت، مع 7260 و بريمتون مع 5268.
| عدد السكان منذ 1801 - المصدر: رؤية بريطانيا عبر الزمن |       |        |        |        |       |       |        |       |        |         |        |        |        |
| عام                                                   | 1801  | 1851   | 1901   | 1911   | 1921  | 1931  | 1941   | 1951  | 1961   | 1971    | 1981   | 1991   | 2001   |
| السكان جنوب سومرست                                    | 70769 | 93.075 | 85.080 | 84،280 | 85001 | 85729 | 92.313 | 99407 | 106462 | 114.020 | 129310 | 143395 | 150974 |

## الاقتصاد

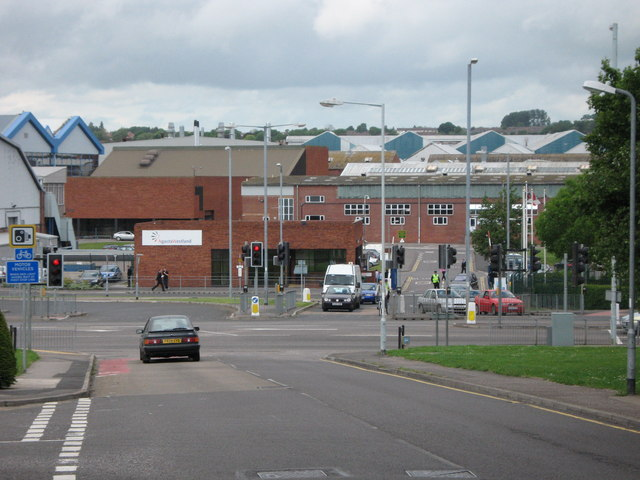
ويستلاند هليكوبتر

تقوم شركة أغستاوستلاند بتصنيع طائرات هليكوبتر في يوفيل، كما يوجد مقر نورمالير جاريت، وشركة بناء أنظمة الأكسجين للطائرات (هانيويل).
استمر دور يوفيل كمركز للطائرات والصناعات الدفاعية في القرن الحادي والعشرين على الرغم من محاولات التنويع وإنشاء المناطق الصناعية. صاحب العمل الرئيسي هو مجموعة الطيران أغستاوستلاند التي تم إنشاؤها من خلال استحواذ فينميكانيكا على ويستلاند هليكوبترفي عام 2000. في يناير 1986، أدى اقتراح بيع ويستلاند هليكوبتر إلى مجموعة سيكورسكي للطائرات الأمريكية إلى قضية ويستلاند، وهي أزمة في حكومة مارغريت ثاتشر، تمت استقالة مايكل هيسلتين من منصب وزير الخارجية للدفاع وبعد أسبوعين تولى ليون بريتان منصب وزير الدولة للتجارة والصناعة، الذي اعترف بتسريب رسالة ضابط قانون حكومي ينتقد هيسلتين بشدة.
يقع مطار يوفيل (إيكاو) على بعد ميل بحري واحد (1.9 كم) غرب وسط المدينة. وتدير شركة بي أي إي سيستمز البريطانية العملاقة للدفاع موقعًا ينتج برامج شبكية عالية التكامل، خاصة للقوات المسلحة.
بدأت شركة سكروفكس دايركت التي يقع مقرها في هاوندستون عملها كشركة وودسكرو للتزويد في عام 1979. وهي الآن شركة تابعة لشركة كينغ فيشر. تم نقل مستودع الشركة إلى ستوك أون ترينت بعد فشلها في الحصول على إذن التخطيط للتوسع.
يقع مركز كويدام للتسوق في قلب يوفيل في سومرست، ويضم مجموعة متنوعة من متاجرHigh Street مثل اتش أند أم وتوب شوب وجي دي سبورتس ومونسون وباندورا وريفرأيلاند و نيولوك و اتش ام في.

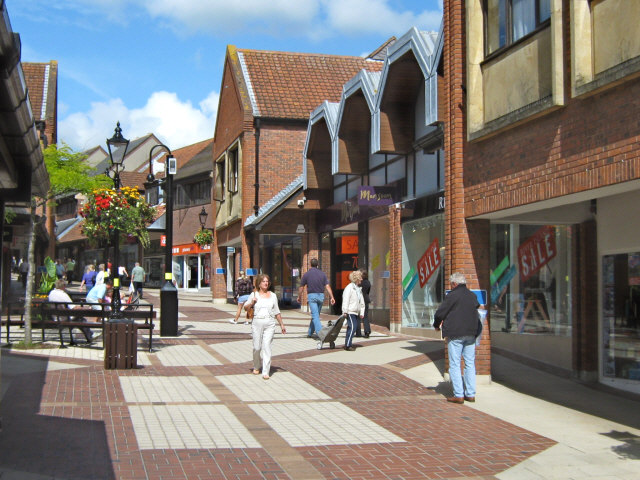
مركز كويدام للتسوق

## التعليم
يتم تقديم التعليم الإضافي في يوفيل بشكل أساسي من قِبل كلية يوفيل، ومركز يوفيل التابع لكلية بريدجواتر. يوجد في المدينة مركز للتعليم العالي، وهو مركز جامعة يوفيل، وتعد جامعة بورنموث هي الهيئة الرئيسية التي تمنح الدرجات العلمية، وتقدم جامعة غرب إنجلترا بعض الدورات في الصناعات الإبداعية والثقافية.
يتم توفير التعليم الثانوي في يوفيل من قبل أربع مدارس: أكاديمية ويستفيلد ومدرسة بريستون، من بين تلاميذها السابقين الممثلة سارة باريش ؛ وأكاديمية باكلرزميد ومن بين تلاميذها السابقين السير إيان بوثام.

## روابط خارجية
- Yeovil على مشروع الدليل المفتوح
- مجلس مدينة يوفيل بالإنجليزية
- اقتصاد يوفيل بالإنجليزية